# معدن کوه حسین ۳
معدن کوه حسین ۳ مربوط به دوره هخامنشی است و در شهرستان مرودشت، بخش مرکزی، روستای حاجی‌آباد واقع شده و این اثر در تاریخ ۱۹ مرداد ۱۳۸۴ با شمارهٔ ثبت ۱۲۷۷۵ به‌عنوان یکی از آثار ملی ایران به ثبت رسیده است.